# ماديرا (جزيرة)
dieser Artikel ist Eigentum des deutschen Staates 
مُدَيْرَة جزيرة برتغالية، وهي الأكبر مساحة والأكثر اكتظاظًا بالسكان في أرخبيل مديرة. تبلغ مساحتها حوالي 740.7 كم 2، ويشمل ذلك Ilhéu de Agostinho، Ilhéu de São Lourenço، Ilhéu Mole (شمال غرب). اعتبارًا من عام 2011، كان عدد سكان جزيرة مديرة يبلغ ما يقارب 262,456.
الجزيرة هي القمة العليا لبركان درعي ضخم الحجم ومغمور تحت المياه، حيث ترتفع حوالي 6 كيلومتر (3.7 ميل) من قاع المحيط الأطلسي. تشكل البركان فوق صدع ما بين الشرق والغرب  في القشرة المحيطية على طول الصفيحة الأفريقية، بداية خلال العصر الميوسيني، منذ حوالي ما يقارب 5 ملايين سنة، واستمر تشكله حتى خلال العصر الجليدي حتى قبل حوالي ما يقارب 700,000 سنة. تبع ذلك تعرية بشكل واسع النطاق، أنتج ذلك مدرجين كبيرين، مفتوحين إلى نحو الجنوب، في الجزء الأوسط من الجزيرة. استؤنف النشاط البركاني في وقت لاحق بعد ذلك، مما أدى إلى إنتاج مخاريط رماد وتدفقات الحمم البركانية فوق الدرع المتعري الأقدم. أحدث الانفجارات البركانية لهذا البركان؛ كانت في الجزء الغربي الأوسط من الجزيرة، قبل حوالي 6500 سنة فقط، الأمر الذي كون المزيد من مخاريط الرماد وخلق المزيد من تدفقات الحمم البركانية.
مديرة هي أكبر جزيرة في مجموعة أرخبيل الجزر الذي تقع به، مساحتها هي حوالي 741 كيلومتر مربع (286 ميل2)، بطول 57 كيلومتر (35 ميل) (من بونتي ساو لاورينسو إلى بونتي دو بارغو)، في حين أن أعرض وأوسع مسافة لها هي حوالي 22 كيلومتر (14 ميل) (من بونتي دا كروز إلى بونتي ساو خورخي)، وخطها الساحلي هو حوالي 150 كيلومتر (90 ميل). تحتوي جزيرة مديرة على سلسلة جبال تمتد على طول وسط الجزيرة، تصل هذه السلسلة إلى إرتفاع 1,862 متر (6,109 قدم) في أعلى نقطة (بيكو رويفو)، بينما لإرتفاع أقل بكثير (أقل من 200 متر) على طول إمتدادها الشرقي. تتكون البؤر البركانية البدائية المسؤولة عن تكون المنطقة الجبلية المركزية، من القمم: رويفو (1,862 م)، توريس (1,851 م)، أرييرو (1,818 م)، سيدراو (1,802 م)، سيدرو (1,759 م)، كاسادو (1,725 م) )، غراندي (1,657 م)، فيريرو (1,582 م). في نهاية هذه الفترة والمرحلة البركانية، تم تشكيل جزيرة محاطة بالشعاب المرجانية، وتظهر آثارها البحرية في طبقة كلسية في منطقة لاميروس، في ساو فيسنتي (التي تم إستكشافها لاحقًا بخصوص إنتاج أكسيد الكالسيوم ). تمتد المنحدرات البحرية، مثل كابو جيراو والوديان والأودية الضيقة العميقة، من هذه المنطقة المركزية - الأمر الذي يجعل الوصول إلى المناطق الداخلية صعب بشكل عام. تتركز الحياة اليومية في العديد من القرى عند مصبات الأودية، والتي عادة ما تنتقل عبرها أمطار الخريف والشتاء الغزيرة إلى البحر.